# Millstream River
Der Millstream River ist ein 34 km langer Zufluss des Sankt-Lorenz-Golfs in der kanadischen Provinz New Brunswick.

## Flusslauf
Der Millstream River entspringt im 300 m hoch gelegenen Millstream Lake südlich des Naturschutzgebietes Jacquet River Gorge im äußersten Osten des Restigouche County. Er fließt in östlicher Richtung durch den Norden des Gloucester County. Er mündet schließlich bei Beresford, einer Town 11 km nordnordwestlich der Stadt Bathurst in die Chaleur-Bucht. Der Millstream River entwässert ein Areal von etwa 115 km². 